# Ilja Averboech
Ilja Izjaslavovitsj Averboech (Russisch: Илья Изяславович Авербух) (Moskou, 18 december 1973) is een Russisch voormalig kunstschaatser die uitkwam bij het ijsdansen. Averboech en zijn partner Irina Lobatsjova namen deel aan twee edities van de Olympische Winterspelen: Nagano 1998 en Salt Lake City 2002. In 2002 wonnen ze de zilveren medaille bij het ijsdansen.

## Biografie
Averboech begon op vijfjarige leeftijd met kunstschaatsen. Met zijn eerste schaatspartner Marina Anissina won hij de WK junioren in 1990 en 1992. Hij werd in 1992 verliefd op collega-kunstschaatsster Irina Lobatsjova, toen beide nog een andere schaatspartner hadden (Averboech schaatste met Anissina, Lobatsjova met Aleksej Pospelov). Toch ging hij met Lobatsjova, ook op het ijs, verder. Ze huwden in 1995 en verhuisden in hetzelfde jaar naar de Verenigde Staten.
Ze veroverden in 1999 hun eerste EK-medaille en stonden in 2001 voor het eerst op het podium bij de wereldkampioenschappen. Lobatsjova en Averboech werden in 2002 wereldkampioen. Een jaar later werden ze ook Europees kampioen. Ze namen twee keer deel aan de Olympische Winterspelen. Het ijsdanspaar eindigde als 5e in 1998 en wonnen olympisch zilver in 2002. Ze stopten aan het eind van het seizoen 2002/03 met kunstschaatsen. Lobatsjova en Averboech kregen in 2004 een zoon, maar scheidden in 2007.

## Belangrijke resultaten
1989-1992 met Marina Anissina, 1992-2003 met Irina Lobatsjova (tot 1992 voor de Sovjet-Unie uitkomend, daarna voor Rusland)
| Kampioenschap           | 89/90 | 90/91 | 91/92 |               | 93/94         | 94/95         | 95/96         | 96/97         | 97/98         | 98/99         | 99/00         | 00/01         | 01/02         | 02/03 |
| ----------------------- | ----- | ----- | ----- | ------------- | ------------- | ------------- | ------------- | ------------- | ------------- | ------------- | ------------- | ------------- | ------------- | ----- |
| Olympische Spelen       |       |       |       |               |               |               |               | 5e            |               |               |               | Zilver        |               |       |
| Wereldkampioenschap     |       |       |       | 13e           | 15e           | 6e            | 7e            | 4e            | 4e            | 4e            | Brons         | Goud          | Zilver        |       |
| Europees kampioenschap  |       |       |       |               | 9e            | 5e            | 5e            | 4e            | Brons         | 4e            | Brons         | Brons         | Goud          |       |
| Grand Prix-finale       |       |       |       |               |               |               | 5e            | 4e            | Brons         | 4e            | Zilver        |               | Goud          |       |
| Nationaal kampioenschap |       |       |       | Zilver        | Brons         | Brons         | Goud          | Zilver        | Zilver        | Goud          | Goud          | Goud          |               |       |
| WK junioren             | Goud  | 4e    | Goud  | geen deelname | geen deelname | geen deelname | geen deelname | geen deelname | geen deelname | geen deelname | geen deelname | geen deelname | geen deelname |       |

- Nationale Bibliotheek van Letland: 000334845
- Virtual International Authority File: 7370154260533524480009